# Силиври
Силиври (тур. Silivri) је округ у Турској у вилајету Истанбул. Према процени из 2009. у округу је живело 117.287 становника.
Овде се налази највећи затвор у Европи.

## Становништво
Према процени, у округу је 2009. живело 117.287 становника.
| 1990.  | 2000.  |
| ------ | ------ |
| 52.022 | 79.452 |